# 60º Congreso A.I.P.S. y José Miguel Cano Secades (escultura)
L'escultura urbana coneguda pel nom 60º Congreso A.I.P.S. y José Miguel Cano Secades, ubicada al passeig Antonio García Oliveros, a la ciutat d'Oviedo, Principat d'Astúries, Espanya, és una de les més d'un centenar que adornen els carrers de l'esmentada ciutat espanyola.
El paisatge urbà d'aquesta ciutat, es veu adornat per obres escultòriques, generalment monuments commemoratius dedicats a personatges d'especial rellevància en un primer moment, i més purament artístiques des de finals del segle xx.
L'escultura, feta de ferro i col·locada damunt un pedestal de pedra, és obra de Rafael Rodríguez Urrusti, i està datada 1997.
L'Ajuntament d'Oviedo va voler, en situar l'escultura al Campillín recordar la celebració, que va tenir lloc a 1997, del 60è Congrés Mundial de l'Associació de Periodistes Esportius (AIPS), la qual es va reunir a la ciutat d'Oviedo, amb representants de 92 països dels cinc continents.